# Ein Mann für Millie
Ein Mann für Millie ist eine US-amerikanische Filmkomödie aus dem Jahr 1948 von Henry Levin mit Evelyn Keyes in der Titelrolle sowie Glenn Ford. Der Film wurde von Columbia Pictures produziert und basiert auf einer Erzählung von Adele Commandini.

## Handlung
Der Busfahrer Doug Andrews hat mit seinem Temperament zu kämpfen. Als er wieder einmal aus Wut seinen Bus voller Passagiere stehen lässt, erregt er die Aufmerksamkeit von Millie McGonigle, einer Personalmanagerin eines Kaufhauses. Beeindruckt von seiner Sturheit bietet sie ihm einen Job an.
Millie kümmert sich privat um den Nachbarsjungen Tommy Bassett, der von seiner Mutter vernachlässigt wird. An diesem Abend ist Tommy alleine in der Wohnung. Mit Hilfe ihres Nachbarn Phil Gowan befreit Millie den weinenden Jungen. Am nächsten Tag erfährt sie, dass Tommys Mutter bei einem Verkehrsunfall ums Leben gekommen ist. Millie erkundigt sich bei Ralph Galloway, dem Leiter des Heims, in dem Tommy untergebracht wurde, nach der Möglichkeit einer Adoption. Auf die Frage nach ihrem Ehemann, einer Voraussetzung für die Adoption, schwindelt die alleinstehende Millie, dass ihr Verlobter zurzeit in Alaska sei. Galloway besteht darauf, den Bräutigam befragen zu können und erläutert, dass nach einer Frist von 60 Tagen, in der nach Verwandten des Waisen gesucht wird, das Kind zur Adoption freigegeben wird.
Verzweifelt geht Millie die Personalakten des Kaufhauses durch auf der Suche nach einem geeigneten Junggesellen. Als sich Doug bei ihr wegen der versprochenen Stelle meldet, erfährt sie, dass dieser einige Zeit in Alaska gelebt hat. Ihr wird jedoch auch bald klar, dass Doug ein überzeugter Single ist und sie niemals heiraten werde. Doug will ihr aber bei der Suche nach einem Ehemann helfen. Zuerst soll Millie verführerischer wirken. Sie erregt nun Phils Aufmerksamkeit. Doug findet es besser, wenn Millie versucht, Ralph an sich zu binden, der mittlerweile Millies Lüge entlarvt hat.
Am Ende der 60-Tage-Frist macht Ralph Millie einen Antrag. Millie, die sich in Doug verliebt hat, weist ihn ab. Sie ist sich sicher, dass sie bei Doug keine Chance hat und macht sich an Phil heran. Als der ihr nun einen Antrag macht, lehnt sie auch ihn ab, weil sie keine Beziehung unter falschen Voraussetzungen eingehen will. Sie sucht Ralph im Heim auf und erklärt ihm, dass sie ihren Adoptionswunsch aufgebe. Ralph informiert sie, dass Tommy eine Stunde zuvor adoptiert wurde. Mit gebrochenem Herzen kehrt Millie nach Hause zurück. Dort wartet Doug auf sie, den sie sehr überschwänglich begrüßt. Auf ihrem Bett findet sie den schlafenden Tommy vor.

## Produktion
Gedreht wurde der Film vom 23. Juni bis zum 14. August 1947 in Los Angeles und in den Columbia-Studios in Hollywood.
Laut einem Artikel im The Hollywood Reporter vom Juni 1948 kaufte Columbia die Filmrechte an der Kurzgeschichte für 50.000 Dollar.

## Stab und Besetzung
Stephen Goosson und Walter Holscher waren die Art Directors, Jean Louis der Kostümbildner. Morris Stoloff war der musikalische Direktor.
In kleinen nicht im Abspann erwähnten Nebenrollen traten Sam Ash, Trevor Bardette, Russell Hicks, Victoria Horne, Kathleen O’Malley, Nancy Saunders, Ray Teal und Irene Tedrow auf.

## Synchronisation
| Rolle            | Schauspieler     | Deutscher Synchronsprecher |
| ---------------- | ---------------- | -------------------------- |
| Doug Andrews     | Glenn Ford       | Joachim Kemmer             |
| Millie McGonigle | Evelyn Keyes     | Almut Eggert               |
| Ralph Galloway   | Ron Randell      | Norbert Langer             |
| Phil Gowan       | Willard Parker   | Wolfgang Pampel            |
| Mrs. Hanson      | Mabel Paige      | Tilly Lauenstein           |
| Mrs. Thomas      | Virginia Brissac | Dagmar Altrichter          |

## Veröffentlichung
Die Premiere des Films fand am 8. März 1948 statt. In der Bundesrepublik Deutschland wurde er am 14. Oktober 1982 im deutschen Fernsehen ausgestrahlt.

## Kritiken
Das Lexikon des internationalen Films schrieb: „Liebenswerte Komödie, wendig und humorvoll erzählt.“
Bosley Crowther von der The New York Times notierte, vielleicht sähen junge moderne Frauen etwas Attraktives in Glenn Ford und seinem oberflächlichen, ungesitteten Benehmen. Was auch immer es sei, man begreife es nicht. Aber Evelyn Keyes, trotz all ihrer Tränen und törichten Vorherbestimmungen, sei das Einzige, was man sich anschauen könne.

## Auszeichnungen
Louella Mac Farlane und St. Clair McKelway wurden 1949 für den Writers Guild of America Award in der Kategorie Best Written American Comedy nominiert.